# Koop
I Koop sono un duo svedese di elettro jazz, composto da Magnus Zingmark e Oscar Simonsson.
La band si è formata nel 1995 con l'incontro tra il dj Zingmark e il musicista jazz Simonsson a Uppsala. Inizialmente l'intento del duo era quello di creare uno stile che fosse l'unione di musica elettronica, classica e jazz. Gli ultimi due album, tramite sonorità più orecchiabili e influenzate dallo swing anni '30, li hanno posti all'attenzione del noto dj e produttore Gilles Peterson.  
La band ha realizzato tre album: Sons of Koop (1997), Waltz for Koop (2001), Koop Island (2007).
Waltz for Koop ha ricevuto uno Swedish Grammy Award nel 2003. La canzone Strange Love è stata scelta per una campagna pubblicitaria della Coca-Cola.

## Discografia
- Sons of Koop, 1997
- Waltz for Koop, 2001
- Koop Islands, 2007
- Coup de Grâce (Best of Koop 1997-2007), 2010